# Newmoon
"Newmoon"은 2011년에 발매된 빔아이즈빔의 싱글 음반이다.
인디밴드 빔아이즈빔 2011년 2월 2곡짜리 디지털 싱글앨범 ‘So sorry..’를 공개한 이후 2011년 10월 두 번째 낸 싱글앨범이다. 타이틀곡인 Newmoon은 이진원(달빛요정역전만루홈런)의 추모공연때 참가하면서 만든 헌정곡이다.

## 트랙 목록
1. 〈So sorry..〉
2. 〈그런건 믿지 않아〉
3. 〈Newmoon〉
4. 〈21C 프랑켄슈타인〉
5. 〈Minoriteen〉